# 나카자와 마사토모

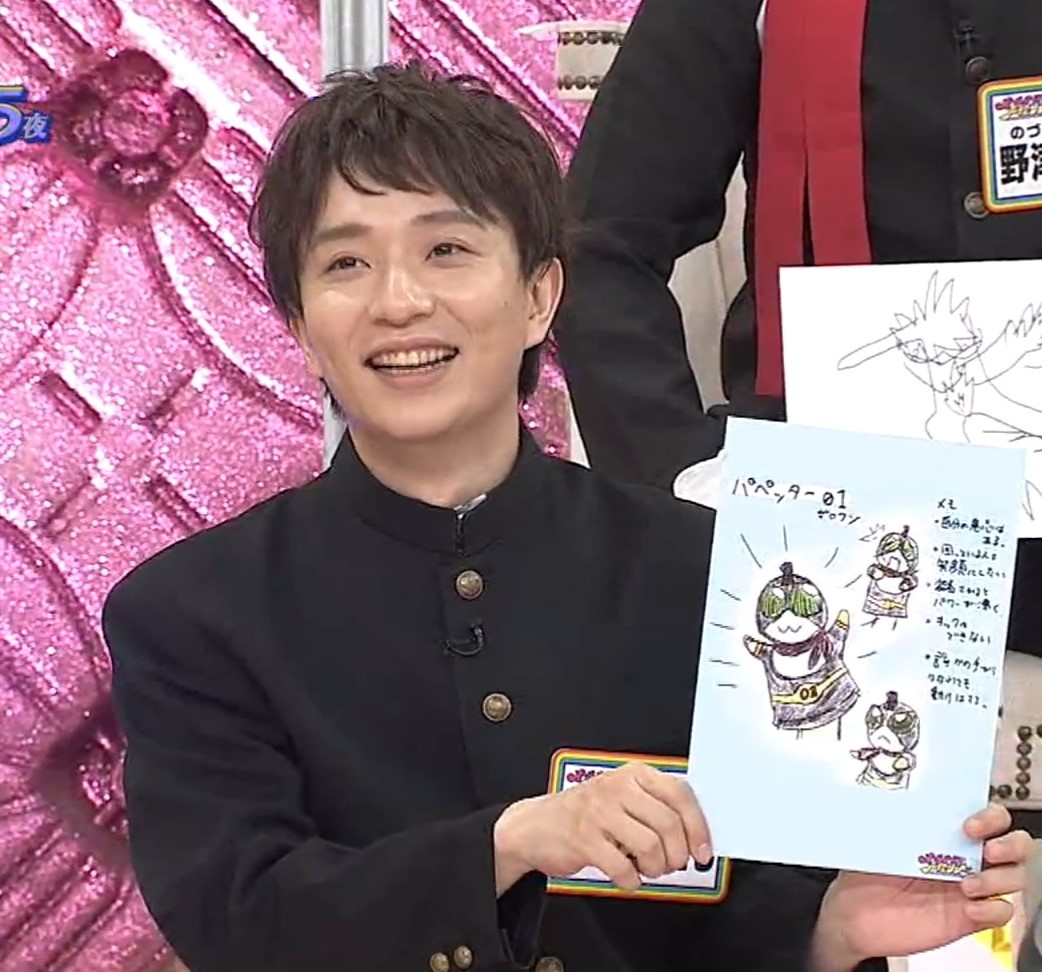

나카자와 마사토모(일본어: 中澤 まさとも, 1983년 2월 14일 ~ ）는 일본의 남성성우・배우. 도쿄 배우 생활협동조합(배협) 소속(2016년 12월 1일). 전 파워라이즈(합병 전 토리토리 사무소)(2016년 5월 31일자 퇴소) 켄 프로덕션, 프로덕션 탱크에 소속되어 있었다. 도쿄도 네리마구 출신. 혈액형 O형, 본명은 나카자와 마사토모(中澤 匡智).애칭은 나모(なも)。

## 경력
니혼대학 예술학부 영화학과 연기과정 중퇴. 재학 중 켄 프로덕션에 소속되어 있었으나 퇴사 후 2008년 3월 8일에 열린 '제 2회 성우 어워드 신인 발굴 오디션 '에서 참가 업체 중 11개사에서 지명을 받아 합격하여 토리토리 오피스 소속으로 본격적인 성우 활동을 시작.。

## 인물
- 누나와 쌍둥이 동생이 있다. 친척 중 같은 성우인 모리나가 리카가 있다.[3]。

## 출연작품
※굵은 글씨는 메인 캐릭터

### TV애니메이션
2003년
- 쪽빛보다 푸르게 ~ 인연 ~ - 소년 A
- DEAR BOYS - 남학생

2009년
- 강철의 연금술사 FULLMETAL ALCHEMIST - 병사

2013년
- 은수저 Silver Spoon - 도요타 나오키

2014년
- 인생 상담 텔레비전 애니메이션 「인생」 - 누쿠이 카나메
- DRAMAtical Murder - 클리어[4]
- 하이큐!! - 후타구치 켄지

2015년
- 하이큐!! 세컨드 시즌 - 후타구치 켄지[5]
- 란포기담 Game of Laplace 4, 5화 - 호객꾼 A, 형사

### Web애니메이션
2015년
- 헤타리아 The World Twinkle - 헛리버 공국[6]

### 극장애니메이션
- 극장판 : 기븐 히이라기 믹스 - 하루키
- 하이큐!! 승자와 패자 - 후타구치 켄지

### OVA
2014년
- BLB - 바바 유우토[7]

### 게임
2012년
- PhaseD 검은별의 장 - 쿠제 하루카[8]
- PROJECT X ZONE - 항마 이노부타<대>, 고대 버뮤다 족, 에비탄)

2013년
- 알파 디아 제네시스 - 월터
- 도서관의 네바지스타 THE FOOL - 미카게 세이시로[9]

2014년
- 알파 디아 제네시스 2 - 율리우스 왕자[10]
- 알브헤임의 요괴사자 - 스키타리스[11]
- 넘지 못하는 붉은 꽃 ~ 대하는 미래를 낳는다~ 越えざるは紅い花〜大河は未来を紡ぐ〜 - 루지[12]
- DRAMAtical Murder re:code - 클리어[13]
- 하이큐!! 연결해! 정상의 경치!! - 후타구치 켄지[14]

2015년
- 神足町人妖譚 〜迷イ子ノ章〜 - 무코지마 텐유[15]
- 글로리아 세이버 - 써머[16]
- Second Secret - 치토세 치카[17]
- 임무수행 忍務遂行 - 후루타치 소라[18]
- PROJECT X ZONE 2:BRAVE NEW WORLD - 전투음성 및 적 캐릭터
- 나와 세계의 유클리드 ボクとセカイのユークリッド - 아케사토 마후유[19]
- 꿈왕국과 잠자는 100인의 왕자님 夢王国と眠れる100人の王子様 - 陽影[20]

2016년
- 영국탐정 미스테리아 The Crown 英国探偵ミステリア The Crown - 잭 밀러(잭 더 리퍼)[21]
- 넘지 못하는 붉은 꽃 ~ 사랑은 달에 인도된다 ~ 越えざるは紅い花 〜恋は月に導かれる〜 - 루지[22]
- 실봐리오 벤데타 Verse of Prpheus シルヴァリオ ヴェンデッタ -Verse of Orpheus- - 루시 그랑 세닉[23]
- 뇌자 - 검푸른 장 雷子-紺碧の章 - 역할 미발표

2020년
- 앙상블 스타즈! - 카제하야 타츠미

### 더빙
- 악마의 독살 파티 悪魔の毒々パーティー - 줄스
- 고등학교 울프 - 조연
- 머큐리 맨 - 알시스 외
- Under The Mountain ファンタスティック・ストーン 邪悪な魔獣と導かれし勇者 - 테오
- 명탐정 포와로 DVD 컬렉션 제 5호 "장례식을 마치고" - 조지 아바네시
- 명탐정 포와로 DVD 컬렉션 제 12호 "마긴티 부인은 죽었다" - 제임스 벤틀리

### CD

#### 드라마CD
- 이세계의 마법은 뒤떨어졌다! Drama CD " 水明誘拐" - 염제[24]
- Vie Durant -undo ~ caprice Drama Album Vol.3 나를 부르는 소리 - 마크
- 카베동! SONG 시리즈 1st - 그남자, 후카미 라이 - 후카미 라이
- 월간 무라사키 8월호 - 무라사키군
- 七人のツンデレ
- 타스케츠 多数欠 - 成田実篤[25]
- 나와 세계의 유클리드 Drama CD '평소의 우리들은 항상 세계에' ボクとセカイのユークリッド ドラマCD「いつものボクたちは　いつものセカイに」 - 아케사토 마후유[26]
- 약속의 음색 約束の音色 - 高橋朔也[27]
- Lit Klatch Drama CD 01 롤플레이 - 사이가
- 문제푸드★몬스터즈 もんだいフード★モンスターズ - 1편 올 오일 셰이크[28]

#### BLCD
- 아웃 페이스 더블 바인딩 외전 アウトフェイス ダブル・バインド外伝 - 히에다
- 화조풍월 花鳥風月 - 히로미
  - 花鳥風月
  - 花鳥風月 2
- 고독한 매는 사람이 그리워서 孤独な鷹は人恋しくて - 우에다[29]
- 사립 오메가 학원 - 미혹의 AV 남자 편 - 이즈미 카나토[30]
- 좋아하는 사람일수록 好きなひとほど - 이이다
- 침상도 젖는 밤 2 清澗寺家シリーズ 7 罪の褥も濡れる夜2 - 미우라
- 하지만 마왕님은 그를 싫어하는 걸 2 だってまおうさまは彼が嫌い 2 - 마도
- 타마유라 玉響 - 마츠모토 신고
- DRAMAtical Murder Drama CD - 클리어

  - DRAMAtical Murder Drama CD vol.2
- パパ's アサシン ~ 龍之介は飛んでゆく。 - 노숙자[31]
- 마카레 MAKARE ~마는 오고 그를 타락시킨다~ Vol.3 drei 허물의 장 魔彼 MAKARE～魔は来たりて彼を堕とす～ Vol.3 drei 咎の章 - 루시퍼

  - 魔彼 MAKARE〜魔は来たりて彼を堕とす〜第3巻 drei「咎の章」
  - 魔彼 MAKARE〜魔は来たりて彼を堕とす〜第5巻 全巻購入特典 (마카레 1-5권 구입연동특전)
- 무자비한 몸 無慈悲なカラダ - 타츠미
- 얀데레 천국 BLACK ~ 신세이 학원 학생회 편 ヤンデレ天国BLACK〜真誠学園生徒会編〜 - 츠게 유키
- 넘겨진 개, 넘기는 밤 1 寄越す犬、めくる夜1 - 키쿠치[32]
- 야리칭☆빗치부 ヤリチン☆ビッチ部 - 시카타니 이츠키[33]

#### 음악CD
| 발매일          | 타이틀                                      | 명의                                                                  | 제목                                                               | 타이업                                |
| 2014年          | 2014年                                      | 2014年                                                                | 2014年                                                             | 2014年                                |
| --------------- | ------------------------------------------- | --------------------------------------------------------------------- | ------------------------------------------------------------------ | ------------------------------------- |
| 2014년 12월26일 | 카베동! SONG♪시리즈1st 그 남자, 후카미 라이 | 후카미 라이（나카자와 마사토모）                                      | 「너는 나에게 뭘 말하고 싶은거야? 君は僕になんて言ってほしいの？」 |                                       |
| 2015年          |                                             |                                                                       |                                                                    |                                       |
| 2015년 11월27일 | 나와 세계의 유클리드 오리지널 사운드 트랙   | 타치바나 나유타（타마루 아츠시)＆아케사토 마유후（나카자와 마사토모） | 「여기 있었구나 ここにいたんだ」                                   | 게임 '나와 세계의 유클리드' 엔딩 테마 |
| 2015년 11월27일 | 나와 세계의 유클리드 오리지널 사운드 트랙   | 아케사토 마유후（나카자와 마사토모）                                  | 「여기 있었구나 마유후ver. ここにいたんだ 真冬ver.」               |                                       |
| 2015년 11월27일 | 나와 세계의 유클리드 오리지널 사운드 트랙   | 아케사토 마유후（나카자와 마사토모）                                  | 「Desert Snow」                                                    |                                       |